# Едуард (езеро)
Едуард (от 1973 до 1979 г. Иди Амин Дада,Idi Amin Dada), (на суахили: Ziwa Edwarde, на френски: Lak Édouard, на английски: Lake Edward) е езеро в Екваториална Африка, разположено в западната част на Източноафриканската рифтова зона, в Демократична република Конго (западната му част) и Уганда (източната му част). Дължината му от североизток на югозапад е 77 km, ширината – 40 km, а площта му – 2325 km², което го прави 15-то най-голямо езеро в Африка и най-малкото измежду Великите Африкански езера. Максимална дълбочина 111 m, обем 39,5 km³. Разположено е на 912 m н.в., в тектонска падина, простираща се между планините Рувензори (на север), Митумба (на запад) и Вирунга (на юг). Подхранва се от около 50 притока – Ручуру, Нтунгу, Нчвера, Казинга и др., като последната изтича от по-малкото езеро Джордж и се влива в него от североизток. От северната му част изтича река Семлики и вливаща се в разположено на север от него по-голямо езеро Алберт (част от речната система на река Нил). Поради подходящия климат в района бреговете му са гъсто населени, а основния поминъка на местното население е риболова.
Националният парк Вирунга обхваща частта от езерото в ДРК, а от другата страна на границата, националният парк „Кралица Елизабет“, който е най-посещаваният парк в Уганда, обхваща останалата част от езерото, намираща се в Уганда.
Езерото Едуард е отрито през януари 1876 г. от американският изследовател и колонизатор Хенри Мортън Стенли, който през 1888 г. му прави първото грубо географско изследване и чак тогава го наименува в чест на бъдещия крал на Великобритания Едуард VII, най-голям син на Виктория. През 1891 г. немският изследовател Емин паша (Исак Едуард Шнштцер) извършва първото му подробно изследване и топографско картиране. От 1973 до 1979 г. езерото носи името на диктатора на Уганда Иди Амин.
Езерото е включено в Списъка на световното природно наследство на ЮНЕСКО